# Менди, Ферлан
Ферла́н Синна́ Менди́ (фр. Ferland Sinna Mendy; род. 8 июня 1995, Мёлан-ан-Ивелин) — французский футболист, защитник клуба «Реал Мадрид» и сборной Франции.

## Биография
Родился Ферлан в небольшом городке Мёлан-ан-Ивелин, его семья, как и большинство других семей из этих мест, имеет африканские корни. Мать Ферлана из Сенегала. Первым клубом Менди был скромный «Экквилли» — он начинал играть здесь в 7 лет. После одного из детских турниров в столице был замечен скаутами Пари Сен-Жермен. В 9 лет оказался в академии парижан, в которой находился вплоть до своего совершеннолетия. В Париже он тренировался вместе Адрианом Рабьо, Преснелем Кимпембе и Кингсли Команом.
Менди успешно развивался в структуре ПСЖ, однако, когда пришло время переходить в молодёжный состав, получил тяжелую травму бедра, вылетев на семь месяцев. До 2012 года Менди ещё выходил на поле в составе резервистов, однако после достижения совершеннолетия не получил предложения о профессиональном контракте и был вынужден искать себе новый клуб. Так Ферлан оказался в любительской команде «Мантуа 78», в которой провел полтора года. Параллельно футболист не оставлял надежд подписать свой первый профессиональный контракт. Он отправлялся на просмотры в «Гавр» и «Генгам».

## Клубная карьера
В июне 2013 года был приглашен на тренировки в «Гавр», провёл несколько матчей за резерв в любительском чемпионате и в итоге остался здесь.
Продвижение в основной состав случилось в сезоне 2015/16. Ферлан провёл 12 матчей в Лиге 2. 24 апреля 2015 года в матче против «Сошо» он дебютировал в Лиге 2. В поединке против «Труа» Ферлан забил свой первый гол за «Гавр». Летом 2016 года из команды ушёл основной левый защитник Жером Момбрис, а Менди окончательно закрепляется в старте. В сезоне 2016/17 провёл 35 матчей, забил 2 гола и отдал 7 голевых передач. Был включен в символическую сборную дивизиона.

### «Олимпик Лион»

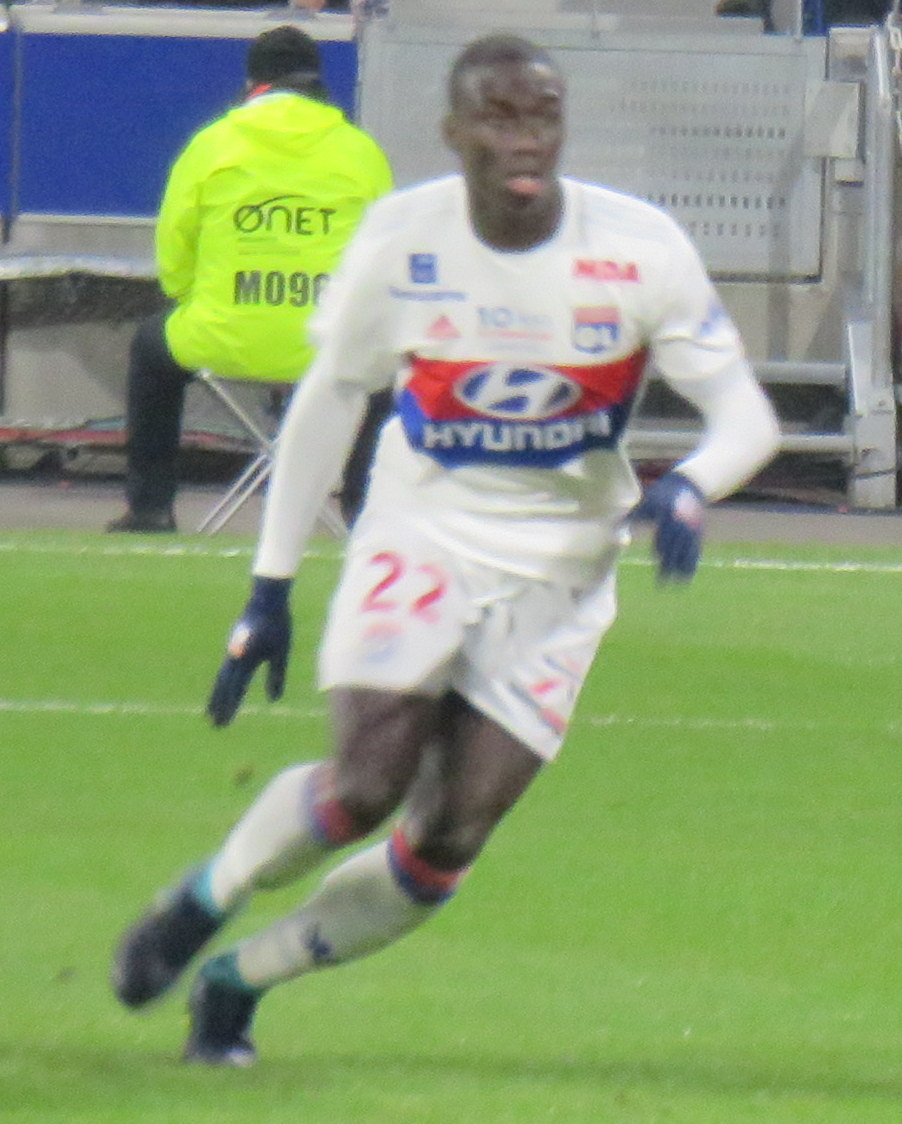
Менди в составе «Лиона»

Ещё в апреле 2017 года стало известно, что два клуба Лиги 1 хотят подписать Менди. На него претендовали «Бордо» и «Лион». Летом к борьбе за игрока присоединились зарубежные клубы: «Атлетико Мадрид» и «Эвертон».
29 июня 2017 года Менди перешёл в «Лион», подписав контракт на пять лет. Сумма трансфера — 5 миллионов евро + 1 млн в виде бонусов. 26 августа в матче против «Нанта» он дебютировал в Лиге 1. 23 сентября отметился двумя ассистами в поединке против «Дижона» (3:3). В октябре отдал ещё две голевые передачи. Допустив несколько грубых ошибок (в том числе принес пенальти в матче с «Монако»), проиграл конкуренцию за место в основе опытному Марсалю. Однако после скандального поведения последнего снова стал основным выбором Брюно Женезьо. В одном из последних матчей сезона против «Труа» отдал две голевые передачи. Завершил свой дебютный футбольный год в Лиге 1 со следующими показателями: 28 матчей, 8 голевых передач. Был включен в символическую сборную турнира, а его команда успешно финишировала в Топ-4.
В сезоне 2018/19 стал незаменимым игроком своей команды, сыграл в 15 матчах в первой половине, 15 сентября забил первый гол в Лиге 1, поразив ворота «Кана» (2:2), 16 декабря помог своей команде разгромить «Монако», установив окончательный счет в матче на 59-й минуте (3:0).

### «Реал Мадрид»
12 июня 2019 года Менди перешел в мадридский «Реал» за 48 миллионов евро плюс 5 млн евро в виде бонусов. Французский фулбек подписал с «королевским клубом» долгосрочный контракт до лета 2025 года. 13 июля 2020 года Ферлан забил свой первый гол за клуб. Менди открыл счёт на 10 минуте в матче с «Гранадой», тот матч «сливочные» выиграли со счётом 2:1.

## Международная карьера
В молодёжные сборные Франции Менди не вызывался, так как засветился на серьёзном уровне достаточно поздно. В ноябре 2018 года Менди был впервые вызван в сборную Франции в связи с травмой Бенжамена Менди для игр против Нидерландов и Уругвая. Он дебютировал против Уругвая, сыграв все 90 минут, а Франция победила со счетом 1:0.

## Достижения
«Реал Мадрид»
- Чемпион Испании (3): 2019/20, 2021/22, 2023/24
- Обладатель Кубка Испании: 2022/23
- Обладатель Суперкубка Испании (3): 2019/20, 2021/22, 2023/24
- Победитель Лиги чемпионов УЕФА (2): 2021/22, 2023/24
- Обладатель Суперкубка УЕФА (2): 2022, 2024

## Клубная статистика
| Клуб             | Сезон            | Лиги             | Лиги | Лиги | Кубки | Кубки | Кубки лиги | Кубки лиги | Еврокубки | Еврокубки | Прочие | Прочие | Всего | Всего |
| Клуб             | Сезон            | Дивизион         | Игры | Голы | Игры  | Голы  | Игры       | Голы       | Игры      | Голы      | Игры   | Голы   | Игры  | Голы  |
| ---------------- | ---------------- | ---------------- | ---- | ---- | ----- | ----- | ---------- | ---------- | --------- | --------- | ------ | ------ | ----- | ----- |
| Гавр             | 2014/15          | Лига 2           | 1    | 0    | 0     | 0     | 0          | 0          | —         | —         | —      | —      | 1     | 0     |
| Гавр             | 2015/16          | Лига 2           | 11   | 0    | 1     | 0     | 0          | 0          | —         | —         | —      | —      | 12    | 0     |
| Гавр             | 2016/17          | Лига 2           | 35   | 2    | 1     | 0     | 2          | 0          | —         | —         | —      | —      | 38    | 2     |
| Гавр             | Всего            | Всего            | 47   | 2    | 2     | 0     | 2          | 0          | 0         | 0         | 0      | 0      | 51    | 2     |
| Олимпик Лион     | 2017/18          | Лига 1           | 27   | 0    | 0     | 0     | 1          | 0          | 7         | 0         | —      | —      | 35    | 0     |
| Олимпик Лион     | 2018/19          | Лига 1           | 30   | 2    | 4     | 1     | 2          | 0          | 8         | 0         | —      | —      | 44    | 3     |
| Олимпик Лион     | Всего            | Всего            | 57   | 2    | 4     | 1     | 3          | 0          | 15        | 0         | 0      | 0      | 79    | 3     |
| Реал Мадрид      | 2019/20          | Примера          | 25   | 1    | 0     | 0     | 0          | 0          | 5         | 0         | 2      | 0      | 32    | 1     |
| Реал Мадрид      | 2020/21          | Примера          | 26   | 1    | 0     | 0     | 0          | 0          | 11        | 1         | 1      | 0      | 38    | 2     |
| Реал Мадрид      | 2021/22          | Примера          | 22   | 2    | 1     | 0     | 0          | 0          | 10        | 0         | 2      | 0      | 35    | 2     |
| Реал Мадрид      | 2022/23          | Примера          | 18   | 0    | 2     | 0     | 0          | 0          | 5         | 0         | 3      | 0      | 28    | 0     |
| Реал Мадрид      | 2023/24          | Примера          | 23   | 0    | 1     | 0     | 0          | 0          | 11        | 0         | 2      | 1      | 37    | 1     |
| Реал Мадрид      | 2024/25          | Примера          | 8    | 0    | 0     | 0     | 0          | 0          | 3         | 0         | 0      | 0      | 11    | 0     |
| Реал Мадрид      | Всего            | Всего            | 122  | 4    | 4     | 0     | 0          | 0          | 45        | 1         | 10     | 1      | 181   | 6     |
| Всего за карьеру | Всего за карьеру | Всего за карьеру | 226  | 8    | 10    | 1     | 5          | 0          | 60        | 1         | 10     | 1      | 311   | 11    |